# Quarré-les-Tombes
Quarré-les-Tombes település Franciaországban, Yonne megyében. Lakosainak száma 621 fő (2022. január 1.). Quarré-les-Tombes Saint-Brancher, Dun-les-Places, Marigny-l’Église, Saint-Agnan, Beauvilliers, Saint-Germain-des-Champs és Saint-Léger-Vauban községekkel határos.

## Népesség
A település népességének változása:
| Lakosok száma | 705  | 650  | 656  | 645  | 639  | 633  | 628  | 626  | 621  |
|               | 2013 | 2015 | 2016 | 2017 | 2018 | 2019 | 2020 | 2021 | 2022 |